# 裴孝源
裴孝源（?—?），唐代绘画家。
貞觀年間人，曾官至中書舍人、吏部員外郎。與唐高祖李渊第七子李元昌友好，常商讨绘画，“遂命魏晋以来，前贤遗迹所存，及品格高下，列为先后”，撰成《贞观公私画录》傳世。另有《畫品錄》，不傳。